# La Mort en direct
La Mort en direct is een Frans-Duitse film van Bertrand Tavernier die uitgebracht werd in 1980.
Net zoals Le Prix du danger (Yves Boisset) drie jaar later, kondigde de film toen al het voyeurisme en het succes van de huidige reality-televisie aan.

## Samenvatting
Schotland, de nabije toekomst. Katherine Mortenhoe, een schrijfster van bestsellers, is ongeneeslijk ziek. Ferriman, de baas van een televisieketen, denkt aan een sensationele live-reportage en doet haar een macaber voorstel : hij zou haar laatste dagen willen filmen en rechtstreeks uitzenden. Katherine krijgt daarvoor een fikse som geld aangeboden. Maar even later verdwijnt ze spoorloos.
Ferriman huurt Roddy in, een man in wiens ogen een camera ingebouwd is, om haar terug te vinden. Hij komt haar op het spoor en slaagt erin haar vertrouwen te winnen. Zo komt hij te weten dat ze in alle sereniteit wenst te sterven. Ze beseft echter niet dat haar levenseinde toch gefilmd en uitgezonden wordt. Na een tijdje krijgt Roddy wroeging. 

## Rolverdeling
| Acteur             | Personage           |
| ------------------ | ------------------- |
| Romy Schneider     | Katherine Mortenhoe |
| Harvey Keitel      | Roddy               |
| Harry Dean Stanton | Vincent Ferriman    |
| Thérèse Liotard    | Tracey              |
| Max von Sydow      | Gerald Mortenhoe    |
| Caroline Langrishe | meisje in de bar    |
| William Russell    | dokter Mason        |
| Vadim Glowna       | Harry Graves        |
| Eva Maria Meineke  | dokter Klausen      |
| Bernhard Wicki     | vader van Katherine |